# My Baby Grand 〜Classics〜
『My Baby Grand 〜Classics〜』（マイ・ベイビー・グランド クラシックス）は、羽田裕美のミニアルバム。

## 内容
2008年1月19日の「神戸国際会館こくさいホール」を皮切りに行ったフィルム映像付きライブツアー「ZARD "What a beautiful memory 2008"」限定として発売された。2月2日に行われた同ツアーの横浜公演では一瞬売り切れに至るなど好評になったことから、後に、通信販売「mf STORE」でも購入できるようになった。また、ビーイングの音楽サイト「musing」でも購入できる。

## 収録曲
1. サヨナラはこの胸に居ます
2. この愛に泳ぎ疲れても
3. 揺れる想い
4. 君がいない
5. My Baby Grand ～ぬくもりが欲しくて～

作曲：栗林誠一郎(#1, 4)、織田哲郎(#2, 3, 5)
編曲：池田大介(#ALL)